# Olophontosia plusiotis
Olophontosia plusiotis är en fjärilsart som beskrevs av Rothschild 1917. Olophontosia plusiotis ingår i släktet Olophontosia och familjen tandspinnare. Inga underarter finns listade i Catalogue of Life.